# Rhodoplast
Als Rhodoplasten werden die besonderen Plastiden der Rotalgen (Rhodophyceae) bezeichnet. Von den Chloroplasten der Viridiplantae oder Chloroplastida unterscheiden sie sich in einigen Merkmalen, dienen aber, wie diese, der photoautotrophen Ernährung der Alge mit Hilfe von Sonnenlicht. Es wird angenommen, dass die Rhodoplasten, die Chloroplasten und die Muroplasten (oder Cyanellen) genannten Organellen der Glaukophyten denselben evolutionären Ursprung haben, also homolog zueinander sind. Die Unterschiede zwischen ihnen sind also im Laufe der Evolution sekundär entstanden. Viele Systematiker und Phycologen sind daher dazu übergegangen, auch die Plastiden der Rotalgen als Chloroplasten zu bezeichnen, so dass heute für sie zwei Namen nebeneinander in Gebrauch sind.

## Merkmale
Rhodoplasten sind meist linsen-, scheiben- oder eiförmig, können aber auch lappig strukturiert (etwa in den Gattungen Porphyridium und Rhodella) bis sternförmig (Porphyra variegata) oder becherförmig sein. Selten sind sie zweilappig (Rhodosorus) oder bandförmig (Audouinella). Sie enthalten als photosynthetisch aktives Pigment Chlorophyll a, während Chlorophyll b (typisch für die grünen Chlorophyta und Charophyta, unter Einschluss der Landpflanzen) und Chlorophyll c (typisch für die photosynthetisch aktiven Vertreter der Chromista oder Stramenopilen, oft als Chromophyta zusammengefasst, darunter etwa die Braunalgen) fehlen. Bis vor etwa 10 Jahren dachte man, eine weitere, dunkleladaptierte Form des Chlorophylls, Chlorophyll d, wäre typisch für die Rotalgen, bis sich herausstellte, dass es sich um eine Verunreinigung handelte, die von aufwachsenden Cyanobakterien stammt, tatsächlich kommt Chlorophyll d wohl bei Rotalgen nicht vor. Die charakteristische rote bis purpurne Farbe geht auf akzessorische Pigmente aus der Gruppe der Phycobiline und Phycoerythrine zurück. Mit diesen Pigmenten können sie auch gelbgrünes Licht jenseits des Absorptionsmaximums des Chlorophylls nutzen und die gewonnenen Photonen auf dieses übertragen (sogenannte Antennenpigmente). Die Phycobiline bilden mit Proteinen komplexe Verbindungen, die die sogenannten Phycobilisomen aufbauen. Diese kommen bei den Rhodoplasten der Rotalgen und den Cyanobakterien vor (auch bei den Muroplasten), fehlen aber den Chloroplasten der Viridiplantae, sind also in der Evolution der Algen eine Plesiomorphie. Die Phycobiline dienen als akzessorische Pigmente des Photosystem II. Auch das Photosystem I der Rhodoplasten besitzt akzessorische Pigmente, die zu den Xanthophyllen gehörenden Zeaxanthine. Der Pigmentkomplex der Rhodoplasten ist demjenigen der Chloroplasten der Viridiplantae bei geringen Lichtstärken überlegen. Einige Rotalgen können so noch in Meerestiefen bis fast 270 Meter vorkommen, wo die relative Belichtungsstärke nur noch 0,0005 Prozent derjenigen an der Wasseroberfläche beträgt. Er wird aber bei hohen Lichtstärken vom Licht selbst zerstört.
Das Enzym Ribulose-1,5-bisphosphat-carboxylase/-oxygenase (abgekürzt RuBisCO), ein Schlüsselenzym der Photosynthese, besteht, wie bei den Viridiplantae, aus acht großen und acht kleinen Untereinheiten, anders als bei diesen wird es aber ausschließlich vom eigenen Genom des Plastiden kodiert. Als Speicherstoff wird eine besondere Form der Stärke, die sogenannte Florideenstärke, produziert.
Rhodoplasten der Rotalgen sind, wie alle primären Chloroplasten, nur von zwei Zellmembranen umgeben. Die Membransysteme, in denen die Lichtreaktion stattfindet, die Thylakoide, sind anders aufgebaut als in den Chloroplasten der Viridiplantae: sie bilden keine geldrollen-artigen Stapel von scheibenartigen Strukturen aus, sondern liegen einzeln, mit gleichmäßigen Abständen zueinander, vor. In parasitischen Linien der Rotalgen, die farblos sind, sind die Thylakoide weitgehend reduziert, die Rhodoplasten selbst kommen aber noch vor.

## Evolution
Die Ähnlichkeit der Plastiden zu den frei lebenden Cyanobakterien veranlasste den Botaniker Konstantin Sergejewitsch Mereschkowski zu der Hypothese, die Plastiden gingen auf die Aufnahme eines Cyanobakteriums in eine eukaryotische Zelle, vermutlich durch Phagocytose, zurück, bei der das Cyanobakterium erhalten blieb. Im Laufe der Zeit habe sich die Lebensgemeinschaft zu beiderseitigem Nutzen so verfestigt, dass das Cyanobakterium, als Organelle, zu einem Bestandteil seiner Wirtszelle wurde. Diese sogenannte Endosymbiontentheorie ist von der Forschung bestätigt worden. Dabei erwies es sich unerwarteterweise, dass die primäre Aufnahme offenbar nur ein einziges Mal, bereits vor 1,5 Milliarden Jahren im Archaikum, erfolgt ist. Die Plastiden der Rotalgen, der grünen Pflanzen und der Glaukophyten gehen also vermutlich alle auf denselben Endosymbionten zurück. Die Aufnahme war offenbar ein evolutionär unwahrscheinliches Ereignis, das nur bei einem synchronen Ausfall mehrerer Gene Erfolg haben konnte. Die Verwandtschaft des Cyanobakteriums, das zum Plastiden wurde, ist bis heute umstritten, möglicherweise war es ein Verwandter der rezenten Gattung Gloeomargarita, die im Süßwasser lebt. Im Zuge der Evolution haben die Plastiden die meisten ihrer ursprünglichen Gene verloren, diese wurden bei Kopierfehlern als Mutation in das Kerngenom integriert, so dass heutige Plastiden nur noch etwa 10 Prozent ihrer ursprünglichen Gene aufweisen. Durch den Vergleich der Gene im Kerngenom ist es aber manchmal möglich, Verwandtschaftsverhältnisse bei Organismen, die Plastiden besitzen, und selbst zu solchen, bei denen diese im Lauf der Evolution sekundär verloren gegangen sind, aufzuklären.
Durch solche Vergleiche wurde aufgezeigt, dass die Plastiden der zu den Chromista oder Stramenopilen gehörenden Gruppen, darunter die der Braunalgen, sich von den Rhodoplasten der Rotalgen, nicht von Chloroplasten der Viridiplantae, ableiten. Diese weisen vier umhüllende Membranen anstelle von zweien auf, man nimmt an, sie gehen auf die Aufnahme nicht eines einzelnen Plastiden, sondern einer kompletten Rotalge, mitsamt Rhodoplasten, zurück, die anschließend (unter Zurücklassung einiger Gene) fast vollständig, bis auf den Rhodoplasten selbst, rückgebildet worden ist. Einige Linien, etwa der Dinoflagellaten, haben diesen völlig rückgebildet und später, unabhängig davon, vermutlich neue Endosymbionten aufgenommen, wodurch äußerst verwickelte Verhältnisse resultieren.
Das Verhältnis der drei Gruppen mit primären Plastiden zueinander ist ungeklärt. Oft werden die Rotalgen und die Glaukophyten in einem Taxon Biliphyta vereinigt, das ist aber nicht gesichert.